# Crise fronteiriça entre Armênia e Azerbaijão (2021–presente)

Mapa mostrando a localização dos confrontos na fronteira Armênia-Azerbaijão

Mapa mostrando os territórios da Armênia ocupados pelo Azerbaijão (2023)

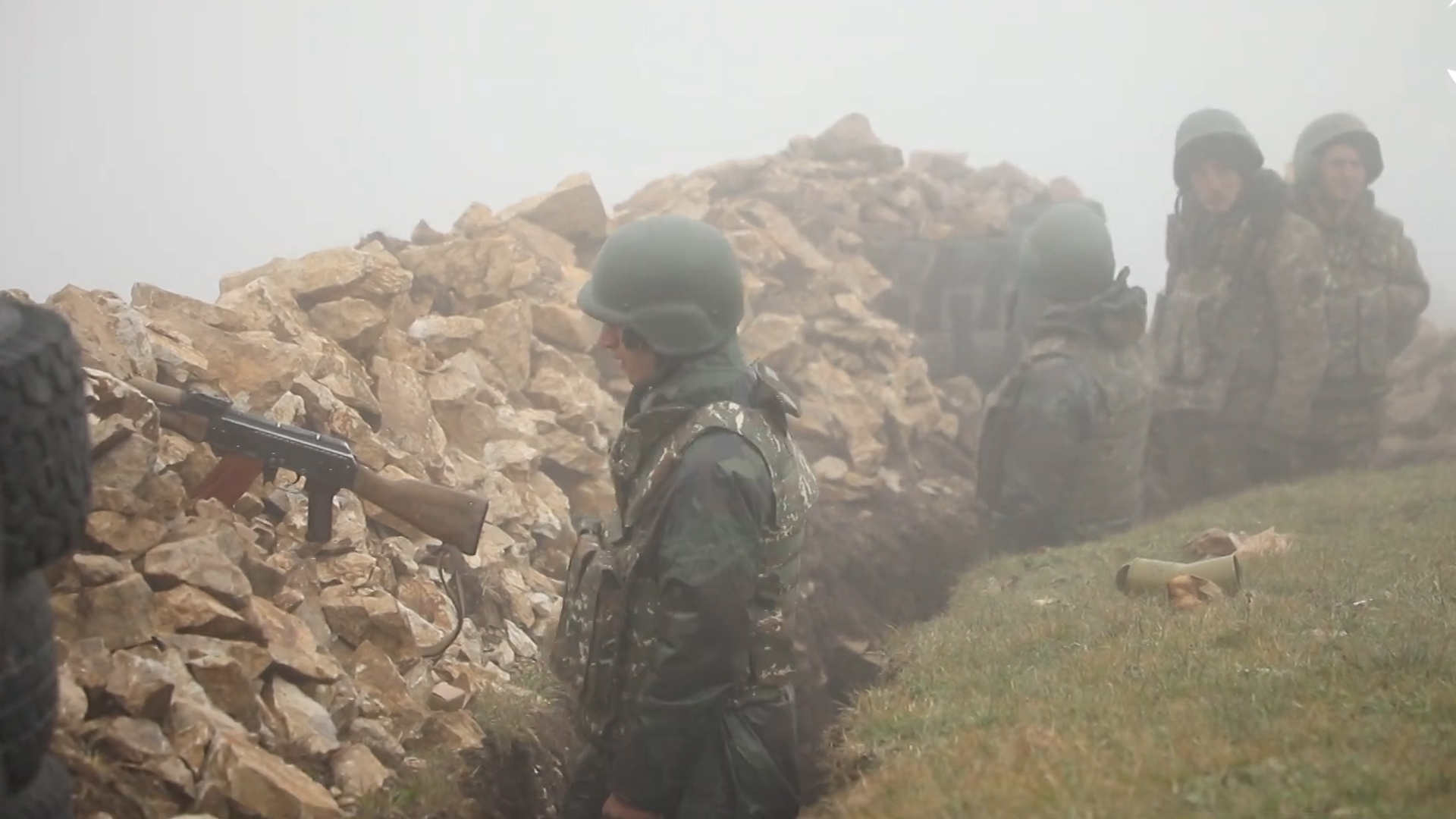
Posições militares das forças armênias na província de Guelarcunique (direção nordeste) da Armênia, que foram atacadas pelas forças do Azerbaijão em 28 de julho de 2021, de acordo com o Ministério da Defesa da Armênia

A crise fronteiriça Armênia-Azerbaijão refere-se a um impasse entre as forças militares da Armênia e do Azerbaijão que começou em 12 de maio de 2021, e estão a decorrer, quando soldados azerbaijanos cruzaram vários quilômetros dentro das fronteiras armênias nas províncias de Guelarcunique e Siunique. O Azerbaijão não retirou suas tropas do território armênio reconhecido internacionalmente, apesar dos apelos da França e dos Estados Unidos, e de dois dos três co-presidentes do Grupo de Minsk da OSCE.

## Antecedentes
Após a Segunda Guerra do Alto Carabaque em 2020, o presidente do Azerbaijão Ilham Aliyev afirmou que a capital da Armênia, Erevã, Zanguezur (Siunique) e Sevã (Guelarcunique) eram as "terras históricas" do Azerbaijão. "Lembraremos nossa história, mas não temos reivindicações territoriais para qualquer país, incluindo a Armênia", disse Aliyev em seu discurso em uma conferência em Baku. Em uma declaração em abril de 2021, ele disse que se a Armênia não concordasse em fornecer um corredor a partir de Naquichevão ao oeste do Azerbaijão através da província armênia de Siunique, conforme o Acordo de cessar-fogo no Alto Carabaque em 2020, então "nós os expulsaremos pela força".

## Histórico
Os primeiros relatos sobre a passagem de soldados azerbaijanos para o território armênio surgiram em 12 de maio, em duas áreas ao longo da fronteira Armênia-Azerbaijão; a área ao redor do Lago Sev, localizada a leste da aldeia de Ishkhanasar e da montanha Mets Ishkhanasar, e ao norte da cidade de Goris e das aldeias de Verishen e Akner na província de Siunique, bem como perto das aldeias de Verin Shorzha e Kut na província de Guelarcunique. O primeiro-ministro da Armênia, Nikol Pashinyan, afirmou que os relatos sobre o avanço do Azerbaijão no Lago Sev estavam corretos e que negociações estavam em andamento para uma retirada do Azerbaijão, afirmando que as forças armênias pararam o avanço sem que quaisquer confrontos tivessem ocorrido.
Em 14 de maio, Nikol Pashinyan apelou formalmente à Organização do Tratado de Segurança Coletiva, liderada pela Rússia, para realizar consultas sobre a incursão do Azerbaijão na Armênia. No mesmo dia, Pashinyan pediu ao presidente russo, Vladimir Putin, apoio militar. Oficiais militares armênios e azerbaijanos se reuniram na fronteira junto com representantes dos militares russos destacados na província de Siunique para várias horas de negociações, sem que qualquer acordo resultante imediato fosse anunciado posteriormente.
Em 15 de maio, o Ministério da Defesa da Armênia declarou que a situação relativa à incursão do Azerbaijão em 12-13 de maio permanecia sem solução, embora os militares azerbaijanos haviam recuado de algumas posições devido aos movimentos de tropas armênias e que as negociações a fim de trazer um acordo pacífico para a crise deveria continuar durante o dia.
No mesmo dia, o serviço de imprensa do Ministério das Relações Exteriores do Azerbaijão rejeitou os relatos de uma incursão do Azerbaijão na Armênia, afirmando que estava reforçando as fronteiras azerbaijanas com base em mapas que definiam a fronteira entre a Armênia e o Azerbaijão, criticando as declarações armênias como "provocativas" e "inadequadas", que as autoridades armênias estavam usando a situação para fins políticos internos pré-eleitorais e que o Azerbaijão estava negociando com a Armênia a respeito da normalização da fronteira Armênia-Azerbaijão.
Em 19 de maio de 2021, o ministro das Relações Exteriores da Rússia, Sergey Lavrov, declarou que a Rússia teve a iniciativa de criar uma comissão conjunta Armênia-Azerbaijão sobre demarcação e delimitação das fronteiras, na qual a Rússia poderia desempenhar o papel de consultor ou mediador. Em 20 de maio de 2021, o primeiro-ministro em exercício Nikol Pashinyan confirmou que a Armênia e o Azerbaijão estavam perto de um acordo sobre a criação de uma comissão conjunta para demarcar a fronteira entre os dois países, com a Rússia atuando como mediadora, e cada país nomeando delegados para a comissão até 31 de maio.